# Sundacarpus amarus
Sundacarpus amarus — вид хвойних рослин родини подокарпових.

## Поширення, екологія
Країни поширення: Австралія (Квінсленд); Індонезія (Jawa, Малуку, Папуа, Сулавесі, Суматра); Малайзія (Сабах); Папуа Нова Гвінея (архіпелаг Бісмарка); Філіппіни; Тимор-Лешті. Це велике дводомне дерево росте з тропічних вічнозелених дощових лісах. Рідкісне на рівні моря, але стає звичайним від 500 до 2200 м над рівнем моря і виявлене до 3000 м на горі Кинабалу в штаті Сабах. Від нижніх до середніх висотах вид пов'язаний з такими хвойними: Agathis, Dacrycarpus, Falcatifolium gruezoi, Dacrydium; покритонасінними: Cryptocaria pomatia, Dysoxylum, Macaranga, Ficus і багато інших видів дерев. Часто росте на латозолях (ґрунти тропічних дощових лісів, які багаті на оксиди заліза та алюмінію) отриманих з андезиту, базальту, граніту або, рідше в піщаних ґрунтах або на болотах. На найвищих висотах росте в мохових лісах і стає низькорослим.

## Морфологія
Це велике вічнозелене дерево, 10–60 м у висоту, зі стовбуром 12–140 см в діаметрі. Кора з численними тріщинами. Листки 5–15 см завдовжки і вузькі. Пилкові шишки розміром 15–35 × 2,5–3,5 мм. Насіння має діаметр 20 мм. 2n=38.

## Використання
Деревина дерев іноді сягає дуже великих розмірів і вирубується часто разом з іншими подокарповими. Деревина розпилюється і використовується для будівництва, конструкцій та столярних виробів, а також меблів. Окрім деяких колекцій ботанічних садів невідомий в садівництві або як посаджене лісове дерево.

## Загрози та охорона
Основною загрозою для цього виду є вирубки. Дерево дуже повільно росте. Цей вид присутній в кількох ПОТ.